# Beagle Pup
El Beagle B.121 Pup es un avión de turismo y entrenamiento monomotor británico de 2 a 4 asientos de la década de 1960, construido por Beagle Aircraft Limited en el aeropuerto de Shoreham y en el aeródromo de Rearsby.

## Diseño
El Pup fue diseñado como un avión acrobático monomotor totalmente metálico de dos asientos o un avión de turismo de cuatro asientos. El Pup era más espacioso que sus competidores directos y era más bien un "avión de piloto"; era un diseño más complejo de fabricar y también estaba protegido completamente contra la corrosión (por lo general, esto sólo era una opción para los competidores fabricados en Estados Unidos). Por estas razones, su construcción era correspondientemente más cara y, sin embargo, se vendía a un precio competitivo.
Beagle Aircraft Ltd decidió construir el Pup después de realizar un estudio de mercado que demostró la necesidad global de un avión de entrenamiento/turismo moderno, totalmente metálico, de 2 a 4 asientos, para reemplazar a los viejos Tiger Moth y Piper utilizados por los clubes de vuelo. Los fabricantes estadounidenses ya cubrían esta demanda con aviones como el Cessna 150, el 172 y el Piper Cherokee.

## Desarrollo

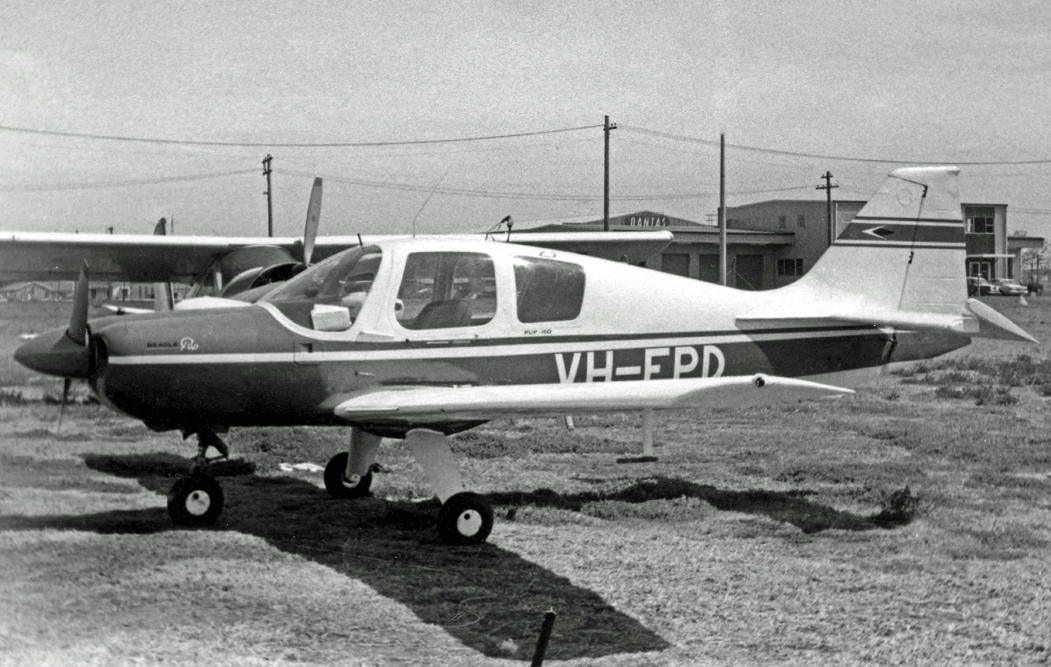
Pup Series 2 con motor de 150 hp en el Aeropuerto de Sídney en octubre de 1970.

El prototipo del Pup (un Series 1, G-AVDF) voló por primera vez desde el aeropuerto de Shoreham el 8 de abril de 1967. El segundo prototipo, el más potente primer Pup 150 (G-AVLM) con asiento para un adulto adicional, voló por primera vez el 4 de octubre de 1967, seguido por el tercer prototipo, otro Series 2 (G-AVLN), el 17 de enero de 1968. Los aviones de la Series 2 estaban equipados con un timón agrandado que se convirtió en estándar en todos los aviones de producción. El G-AVLM se modificó durante 1968 para convertirse en el avión prototipo de la Series 3, con un timón aún más agrandado.
Debido a que estos modelos de aviones eran idénticos por detrás del cortafuegos del motor (ya que la similitud reduce los costes), la Series 1 era más pesada de lo necesario. Esto penalizó sus prestaciones, que fueron calificadas de poco "deportivas". Otro problema que afectó al Pup fue la falta de fiabilidad, debido tanto al diseño y la mano de obra deficientes, como a la escasez de repuestos. Estos problemas incluyeron fugas de combustible, fallos en las puertas de la cabina y problemas con los frenos y con el tren de aterrizaje.
Sin embargo, a medida que se desarrollaba el Pup, los principales problemas fueron los costes de producción. La revista Flight, al comentar sobre la construcción antieconómica, dijo que el Pup "parece estar diseñado no para la producción, sino como un producto especial único en el que el coste no es un problema". Beagle había planeado alcanzar una cifra básica de horas de trabajo de 780 horas por avión para el avión número 250, pero estaban muy por detrás de la curva de aprendizaje para lograrlo. En noviembre de 1969 se estimó que el coste de producción por avión de los primeros 150 ejemplares era de 8850 libras esterlinas, más del doble del precio de venta, y que el punto de equilibrio se alcanzaría después de los 4000 aviones.

### Producción y ventas
La primera entrega (un Series 1) fue a la Escuela de Vuelo de Shoreham, el 12 de abril de 1968. El avión fue popular y se vendió a aeroclubes y usuarios privados de todo el mundo. Se realizaron entregas a operadores civiles en varios países, incluidos Australia, Irak, Suecia y Suiza. La variante Series 3, de cuatro plazas, fue desarrollada para la Organización de Entrenamiento Aéreo Civil de Irán.
En 1969, la producción había aumentado en Shoreham a un Pup por día; los aviones volaban al aeródromo de Rearsby o al aeropuerto de Cambridge para pintarlos y terminarlos.
En diciembre de 1969, el Gobierno retiró el apoyo financiero a Beagle y la empresa quedó en quiebra. Se encargaron más de 250 Pup, pero la producción del Beagle cesó con el avión número 152. Algunos aviones restantes casi terminados se finalizaron en una variedad de ubicaciones, siendo el último el HB-NBA (s/n B121-177), matriculado por primera vez el 8 de marzo de 1977, lo que hace un total de 175 Pup completados. Se vendieron como chatarra unos 40 fuselajes incompletos.

### Restauración del prototipo G-AVDF
El prototipo original del Beagle Pup (G-AVDF) realizó más de 200 horas de vuelos de pruebas y promoción entre 1967 y 1968. A finales de 1968 fue modificado y utilizado como banco de pruebas de motores para el Beagle Bulldog, pero cuando el Bulldog voló en mayo de 1969, el G-AVDF quedó como excedente y fue parcialmente desmantelado y almacenado.
En 1993, mientras buscaba un proyecto de restauración, David Collings, piloto y entusiasta del Beagle Pup, encontró el G-AVDF en Brooklands y compró el avión con la intención de devolverlo al estado de vuelo. El proyecto quedó en suspenso hasta 2015, cuando comenzaron los trabajos de restauración, y finalmente, en el verano de 2020, el prototipo original de Beagle Pup volvió a volar.

### Bulldog
Beagle siempre tuvo la intención de hacer una versión militar del Pup para reemplazar al Chipmunk en particular. Las propuestas anteriores al respecto fueron reemplazadas tras el interés de las Fuerzas Armadas Suecas en 1967, cuando evaluaron el Pup 150. En consecuencia, el diseño se mejoró significativamente y evolucionó hasta convertirse en el Beagle B.125 Bulldog con motor Lycoming de 150 kW (200 hp). El primer prototipo realizó su primer vuelo en Shoreham el 19 de mayo de 1969, y el 12 de junio de 1969 los suecos encargaron 58 Bulldog con opción a 45 más; a esto le siguieron dos pedidos más de Zambia (8) y Kenia (5). El Bulldog también estaba siendo evaluado por la RAF, la RAAF y la Fuerza Aérea Iraquí en el momento en que el Beagle cesó sus operaciones.
Beagle sólo completó un prototipo del avión (otro estaba prácticamente completo); en 1970, el diseño y la producción pasaron a manos de Scottish Aviation, junto con el encargo sueco.

## Variantes
Pup Series 1 (Pup 100)
Propulsado por un motor Rolls-Royce Continental O-200A de 75 kW (100 hp).
Pup Series 2 (Pup 150)
Propulsado por un motor Lycoming O-320-A2B de 110 kW (150 hp).
Pup Series 3 (Pup 160)
Propulsado por un motor Lycoming O-320-D2C de 120 kW (160 hp).
Bulldog
Versión de entrenamiento militar, propulsada por un motor Lycoming AEIO-360-AIB6 de 150 kW (200 hp), sólo 2 prototipos construidos por Beagle, el segundo de los cuales voló por primera vez en Prestwick el 14 de febrero de 1971.

## Operadores

### Civiles
Irán
- Organización de Entrenamiento Aéreo Civil iraní

 Reino Unido
- Derby Aero Club
- Escuela de Vuelo de Shoreham
- Club de Vuelo de Surrey y Kent, aeródromo de Biggin Hill
- SkySport UK
- Club de Vuelo de Southend (G-AXJI)

## Especificaciones (Pup Series 2)
Referencia datos: Jane's All the World's Aircraft 1969–70

### Características generales
- Tripulación: Uno (piloto)
- Capacidad: 2 pasajeros
- Longitud: 7,1 m (23,2 ft)
- Envergadura: 9,5 m (31 ft)
- Altura: 2,3 m (7,5 ft)
- Superficie alar: 11,1 m² (119,5 ft²)
- Peso vacío: 494 kg (1088,8 lb)
- Peso máximo al despegue: 873 kg (1924,1 lb)
- Planta motriz: 1× motor bóxer de 4 cilindros refrigerado por aire Lycoming O-320-A2B.
  - Potencia: 110 kW (152 HP; 150 CV)
- Hélices: Sensenich M.74 DMS-0-60 bipala
- Diámetro de la hélice: 1,88 m
- Alargamiento: 8,04:1
- Capacidad de combustible: 110 L

### Rendimiento
- Velocidad nunca excedida (Vne): 314 km/h (195 MPH; 170 kt)
- Velocidad máxima operativa (Vno): 222 km/h (138 MPH; 120 kt)
- Velocidad crucero (Vc): 185 km/h (115 MPH; 100 kt) (crucero económico, potencia al 55 %)
- Velocidad de entrada en pérdida (Vs): 90 km/h (56 MPH; 49 kt) (flaps abajo)
- Alcance: 710 km (383 nmi; 441 mi)
- Techo de vuelo: 4500 m (14 764 ft)
- Régimen de ascenso: 4,1 m/s (807 ft/min)
- Carga alar: 79 kg/m² (16,2 lb/ft²)
- Carrera de despegue para 15 m (50 pies): 450 m
- Distancia de aterrizaje desde 15 m (50 pies): 430 m

## Aeronaves relacionadas

### Aeronaves similares
- Piper PA-28 Cherokee

### Secuencias de designación
- Secuencia B._ (interna de Beagle): ← Basset - Bulldog - Husky - Pup - Terrier